# Himmelsflötens naturreservat
Himmelsflötens naturreservat är ett naturreservat i Bergs kommun och Härjedalens kommun i Jämtlands län.
Området är naturskyddat sedan 2023 och är 2428 hektar stort. Reservatet ligger  väster om Överhogdal och  består av ett glest trädbevuxet våtmarkskomplex med inslag av skogbevuxen myr, sumpskog, skogbevuxen fastmark och öppet vatten. 